# Богдан Белеслин
Богдан Белеслин (Сента, 4. август 1935 — Београд, 2001) био је професор на Медицинском факултету у Београду и један од водећих неуронаучника у Србији и бившој СФРЈ. Био је председник Југословенског друштва за биофизику. Његов највећи научни допринос је увођење технике интраћелијских микроелектрода у Србији.

## Биографија
Богдан Белеслин је завршио Медицински факултет у Београду 18. септембра 1959.
У току студија био је једне године демонстратор на Институту за физику а две године на Институту за фармакологију. Као студент добио је прву награду за рад "Утицај извесних инхибитора аминооксидаза на васкуларне ефекте 5-хидокситриптамина" који је излагао на Конгресу студената медицине 1959. године.
За лекара приправника на Институту за патолошку физиологију постављен је 15. октобра 1960. године. За асистента изабран је 1961. а реизабран 1965, 1968. и 1971. године. У звање доцента изабран је 1971. а реизабран 1976. године. Исте године изабран је за ванредног професора а реизабран је 1982. године.
Био је истакнути електрофизиолог и неуронаучник вишегодишњи управник Института.
Један је од оснивача Југословенског друштва за биофизику.

## Стручно-научни рад
У току свога рада као асистент Др Богдан Белеслин ја 1963. године присуствовао семинару из електрофизиологије у Београду, који је водио професор Александар Мауро са Рокефелеровог Универзитета. Провео је месец дана у лабораторији професора Фелдберга у Националном Институту за медицинска истраживања у Лондону. Од октобра 1964. до маја 1966. године у одељењу професора Др Харија Грундфеста на Колумбија универзитету у Њујорку где је радио на проблему стимулације са наметнутом волтажом и на проблему међућелијске комуникације. У Marine Biochemical Laboratory у Вудсхолу у САД радио је по месец дана 1968 и 1981. године.
Магистарски рад под насловом "Студија спонтаних пражњења потенцијала шиљака Рецијусових ганглијских ћелија пијавице помоћу микроелектрода" одбранио је 28. априла. 1969. године.
Докторсу дисертацију под насловом "Електротоничка трансмисија између ганглијских ћелија пијавице у различитим јонским условима" одбранио је 23. јануара 1976. године.
Богдан Белеслин је аутор низа научноистраживачких радова, књига и монографија штампаних у земљи и иностранству.